# Ярослав (Прыриз)
Владыка Ярослав (укр. Ярослав Приріз) украинский церковный деятель, епископ Самборско-Дрогобицкой епархии с 2011, епископ-помощник Самборско-Дрогобицкой с 2006 по 2011.

## Биография
Родился 30 сентября 1963 года село Ластивка. Отец Николай Прыриз, мать Анна Прыриз-Федак. 4 декабря 1988 года получил иерейские дары с рук владыки Михаила (Сабрыги). с 29 апреля 2006 года епископ-помощник Самборско-Дрогобицкой епархии. С 21 апреля 2010 года епископ-коадъютор. После отричения епископа Юлиана (Вороновского) от должности возглавил Самборско-Дрогобицкую епархию.